# Premis Oscar de 2002
Els Premis Oscar de 2002 (en anglès: 75th Academy Awards) foren presentats el dia 23 de març de 2003 en una cerimònia realitzada al Kodak Theatre de la ciutat de Los Angeles.
L'esdeveniment fou presentat, per segona vegada, per l'actor i comediant Steve Martin.

## Curiositats
La pel·lícula més nominada de la nit fou el musical Chicago de Rob Marshall que aconseguí 13 nominacions, i alhora fou la més guardonada de la nit amb sis premis, entre ells millor pel·lícula, actriu secundària (Catherine Zeta-Jones), direcció artística o vestuari. Chicago fou el primer musical que aconseguí el premi a millor pel·lícula des de la victòria d'Oliver! de Carol Reed en l'edició de 1968. El premi a millor direcció recaigué en Roman Polanski per la seva pel·lícula El pianista, un film que aconseguí dos premis més (millor actor per Adrien Brody i millor guió adaptat) de les set nominacions que rebé. La gran perdedora de la nit fou Gangs of New York de Martin Scorsese que amb 10 nominacions no aconseguí cap premi.
Adrien Brody es convertí en l'actor més jove en aconseguir el premi a millor actor amb 29 anys. Meryl Streep aconseguí en aquesta edició la seva 13a nominació, convertint-la en l'actriu més nominada de la història dels premis, així com Jack Nicholson la seva 12a nominació, esdevenint l'actor més nominat també de la història dels Oscar. Julianne Moore es convertí en la novena actriu o actor en aconseguir sengles nominacions en un mateix any a millor actriu i millor actriu secundària.
Pedro Almodóvar aconseguí dues nominacions, a millor direcció i millor guió original, per la pel·lícula Hable con ella, aconseguint el guardó en aquesta última categoria, esdevenint el cinquè film de la història dels premis en aconseguir el guardó per un guió en una llengua diferent a l'anglès.
La cançó "Lose Yourself" de la pel·lícula 8 Mile de Curtis Hanson es convertí en el primer rap en aconseguir el premi a millor cançó en la història dels premis. Eminem, el seu cantant i co-compositor, es negà a interpretar-la durant la gala amb l'exigència de canviar part de la lletra, que els productors consideraren ofensiva.

## Premis
A continuació es mostren les pel·lícules que varen guanyar i que estigueren nominades a l'Oscar l'any 2005:
| Millor pel·lícula | Millor direcció |
| --- | --- |
| - Chicago (Martin Richards per Producer Circle Co. Zadan/Meron Productions i Miramax) - Gangs of New York (Alberto Grimaldi i Harvey Weinstein per Alberto Grimaldi Productions i Miramax) - Les hores (Robert Fox i Scott Rudin per Scott Rudin Productions) - El pianista (Roman Polanski, Alain Sarde i Robert Benmussa per Studio Babelsberg i Studio Canal+) - El Senyor dels Anells: Les dues torres (Peter Jackson, Barrie M. Osborne i Fran Walsh per WingNut Films i The Saul Zaentz Company) | - Roman Polanski per El pianista - Rob Marshall per Chicago - Martin Scorsese per Gangs of New York - Pedro Almodóvar per Hable con ella - Stephen Daldry per Les hores |
| Millor actor | Millor actriu |
| - Adrien Brody per El pianista com a Władysław Szpilman - Nicolas Cage per Adaptation: el lladre d'orquídies com a Charlie Kaufman / Donald Kaufman - Michael Caine per L'americà impassible com a Thomas Fowler - Daniel Day-Lewis per Gangs of New York com a Bill Cutting "el carnisser" - Jack Nicholson per About Schmidt com a Warren R. Schmidt | - Nicole Kidman per Les hores com a Virginia Woolf - Salma Hayek per Frida com a Frida Kahlo - Diane Lane per Unfaithful com a Constance "Connie" Sumner - Julianne Moore per Lluny del cel com a Cathy Whitaker - Renée Zellweger per Chicago com a Roxie Hart |
| Millor actor secundari | Millor actriu secundària |
| - Chris Cooper per Adaptation: el lladre d'orquídies com a John Laroche - Ed Harris per Les hores com a Richard "Richie" Brown - Paul Newman per Road to Perdition com a John Rooney - John C. Reilly per Chicago com a Amos Hart - Christopher Walken per Catch Me If You Can com a Frank Abagnale, Sr. | - Catherine Zeta-Jones per Chicago com a Velma Kelly - Kathy Bates per About Schmidt com a Roberta Hertzel - Queen Latifah per Chicago com a Matron "Mama" Morton - Julianne Moore per Les hores com a Laura McGrath Brown - Meryl Streep per Adaptation: el lladre d'orquídies com a Susan Orlean |
| Millor guió original | Millor guió adaptat |
| - Pedro Almodóvar per Hable con ella - Jay Cocks, Steven Zaillian i Kenneth Lonergan per Gangs of New York - Todd Haynes per Lluny del cel - Nia Vardalos per My Big Fat Greek Wedding - Carlos Cuarón i Alfonso Cuarón per Y tu mamá también | - Ronald Harwood per El pianista (sobre memòries de Władysław Szpilman) - Peter Hedges, Chris Weitz i Paul Weitz per About a Boy (sobre hist. de Nick Hornby) - Charlie Kaufman i Donald Kaufman per Adaptation: el lladre d'orquídies (sobre hist. de Susan Orlean) - Bill Condon per Chicago (sobre musical de Bob Fosse i Fred Ebb) - David Hare per Les hores (sobre hist. de Michael Cunningham)                                                                                    |
| Millor pel·lícula de parla no anglesa | Millor pel·lícula d'animació |
| - Nirgendwo in Afrika de Caroline Link (Alemanya) - El crimen del padre Amaro de Carlos Carrera (Mèxic) - Hero de Zhang Yimou (Xina) - Mies vailla menneisyyttä d'Aki Kaurismäki (Finlàndia) - Zus & Zo de Paula van der Oest (Països Baixos) | - El viatge de Chihiro de Hayao Miyazaki - Ice Age: L'edat de gel de Chris Wedge - Lilo & Stitch de Chris Sanders - Spirit: el Cavall Indomable de Jeffrey Katzenberg - Treasure Planet de Ron Clements |
| Millor banda sonora | Millor cançó original |
| - Elliot Goldenthal per Frida - John Williams per Catch Me If You Can - Elmer Bernstein per Lluny del cel - Philip Glass per Les hores - Thomas Newman per Road to Perdition | - Eminem, Jeff Bass i Luis Resto (música); Eminem (lletra) per 8 Mile ("Lose Yourself") - John Kander (música); Fred Ebb (lletra) per Chicago ("I Move On") - Elliot Goldenthal (música); Julie Taymor (lletra) per Frida ("Burn It Blue") - Bono, The Edge, Adam Clayton i Larry Mullen (música i lletra) per Gangs of New York ("The Hands That Built America") - Paul Simon (música i lletra) per Els Thornberrys: La pel·lícula (The Wild Thornberrys Movie) ("Father and Daughter") |
| Millor fotografia | Millor maquillatge |
| - Conrad L. Hall per Road to Perdition - Dion Beebe per Chicago - Edward Lachman per Lluny del cel - Michael Ballhaus per Gangs of New York - Pawel Edelman per El pianista | - John E. Jackson i Beatrice De Alba per Frida - John M. Elliott Jr i Barbara Lorenz per The Time Machine |
| Millor direcció artística | Millor vestuari |
| - John Myhre; Gordon Sim per Chicago - Felipe Fernández del Paso; Hania Robledo per Frida - Dante Ferretti; Francesca Lo Schiavo per Gangs of New York - Grant Major; Dan Hennah i Alan Lee per El Senyor dels Anells: Les dues torres - Dennis Gassner; Nancy Haigh per Road to Perdition | - Colleen Atwood per Chicago - Julie Weiss per Frida - Sandy Powell per Gangs of New York - Ann Roth per Les hores - Anna B. Sheppard per El pianista |
| Millor muntatge | Millor so |
| - Martin Walsh per Chicago - Thelma Schoonmaker per Gangs of New York - Peter Boyle per Les hores - Hervé de Luze per El pianista - Michael Horton per El Senyor dels Anells: Les dues torres | - Michael Minkler, David Lee i Dominick Tavella per Chicago - Tom Fleischman, Eugene Gearty i Ivan Sharrock per Gangs of New York - Scott Millan, Bob Beemer i John Pritchett per Road to Perdition - Christopher Boyes, Michael Semanick, Michael Hedges i Hammond Peek per El Senyor dels Anells: Les dues torres - Kevin O'Connell, Greg P. Russell i Ed Novick per Spider-Man |
| Millors efectes visuals | Millors efectes sonors |
| - Jim Rygiel, Randall William Cook, Alex Funke i Joe Letteri per El Senyor dels Anells: Les dues torres - John Dykstra, Scott Stokdyk, Anthony LaMolinara i John Frazier per Spider-Man - Rob Coleman, Pablo Helman, John Knoll i Ben Snow per Star Wars episodi II: L'atac dels clons | - Mike Hopkins i Ethan Van der Ryn per El Senyor dels Anells: Les dues torres - Richard Hymns i Gary Rydstrom per Minority Report - Scott Hecker per Road to Perdition |
| Millor documental | Millor curtmetratge documental |
| - Bowling for Columbine de Michael Moore i Michael Donovan - Daughter from Danang de Gail Dolgin i Vicente Franco - Prisoner of Paradise de Malcolm Clarke i Stuart Sender - Spellbound de Jeffrey Blitz i Sean Welch - Le peuple migrateur de Jacques Perrin | - Twin Towers de Bill Guttentag i Robert David Port - The Collector of Bedford Street d'Alice Elliott - Mighty Times: The Legacy of Rosa Parks de Robert Hudson i Bobby Houston |
| Millor curtmetratge | Millor curtmetratge d'animació |
| - This Charming Man de Martin Strange-Hansen i Mie Andreasen' - Fait D'Hiver de Dirk Beliën i Anja Daelemans - J'attendrai le suivant de Philippe Orreindy i Thomas Gaudin - Inja de Steven Pasvolsky i Joe Weatherstone - Johnny Flynton de Lexi Alexander i Alexander Buono | - The ChubbChubbs! d'Eric Armstrong - Das Rad& de Chris Stenner i Heidi Wittlinger - Katedra de Tomek Baginski - Mike's New Car de Pete Docter i Roger Gould - Mount Head – Kōji Yamamura |

## Premi Honorífic

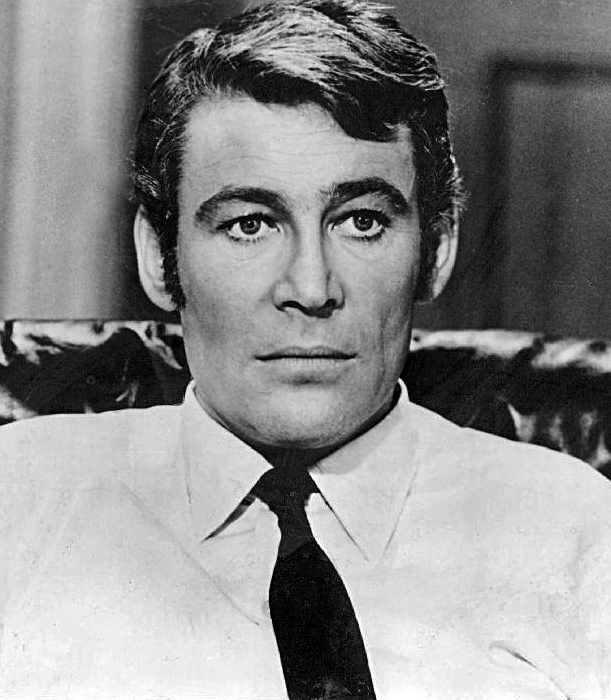
Peter O'Toole l'any 1968.

- Peter O'Toole - que amb el seu notable talent ha aportat a la història del cinema alguns dels personatges més memorables. [estatueta]

## Presentadors
| Nom                          | |
| ---------------------------- | --- |
| Neil Ross Randy Thomas       | Anunciadors dels premis                                                                                             |
| Cameron Diaz                 | Millor pel·lícula d'animació                                                                                        |
| Keanu Reeves                 | Millors efectes visuals                                                                                             |
| Jennifer Connelly            | Millor actor secundari                                                                                              |
| Jennifer Lopez               | Millor direcció artística                                                                                           |
| John Travolta                | Introducció a la interpretació de la cançó nominada "I Move On"                                                     |
| Jennifer Garner Mickey Mouse | Millor curtmetratge animat                                                                                          |
| Jennifer Garner              | Millor curtmetratge                                                                                                 |
| Mira Sorvino                 | Millor vestuari |
| Nia Vardalos                 | Millor maquillatge                                                                                                  |
| Sean Connery                 | Millor actriu secundària                                                                                            |
| Brendan Fraser               | Presentació del segment El Senyor dels Anells: Les dues torres, nominada a millor pel·lícula                        |
| Kate Hudson                  | Premis Científics i Tècnics i Premi Gordon E. Sawyer                                                                |
| Renée Zellweger              | Millor Banda Sonora                                                                                                 |
| Julie Andrews                | Presentació d'un muntatge musical d'anteriors cerimònies                                                            |
| Gael García Bernal           | Introducció a la interpretació de la cançó nominada "Burn it Blue"                                                  |
| Salma Hayek                  | Millor pel·lícula de parla no anglesa                                                                               |
| Julianne Moore               | Millor so i millors efectes de so                                                                                   |
| Matthew McConaughey          | Presentació del segment Gangs of New York, nominada a millor pel·lícula                                             |
| Diane Lane                   | Millor documental                                                                                                   |
| Jack Valenti                 | Millor curtmetratge documental                                                                                      |
| Julia Roberts                | Millor fotografia                                                                                                   |
| Kathy Bates                  | Presentació d'un muntatge d'entrevistes a antics guanyadors del premi Oscar                                         |
| Colin Farrell                | Introducció a la interpretació de la cançó nominada "The Hands That Built America"                                  |
| Geena Davis                  | Millor muntatge |
| Susan Sarandon               | Presentació del tribut In Memoriam                                                                                  |
| Hilary Swank                 | Presentació del segment Les hores, nominada a millor pel·lícula                                                     |
| Halle Berry                  | Millor actor |
| Barbra Streisand             | Millor cançó |
| Meryl Streep                 | Premi Honorífic a Peter O'Toole                                                                                     |
| Dustin Hoffman               | Presentació del segment El pianista, nominada a millor pel·lícula                                                   |
| Denzel Washington            | Millor actriu |
| Olivia de Havilland          | Presentació del segment de la Família Oscar, amb tots els premiats amb l'Oscar a millors categories interpretatives |
| Richard Gere                 | Presentació del segment Chicago, nominada a millor pel·lícula                                                       |
| Marcia Gay Harden            | Millor guió adpatat                                                                                                 |
| Ben Affleck                  | Millor guió original                                                                                                |
| Harrison Ford                | Millor direcció |
| Kirk Douglas Michael Douglas | Millor pel·lícula                                                                                                   |

### Actuacions
| Nom                                | Paper                        | Peça                                                |
| ---------------------------------- | ---------------------------- | --------------------------------------------------- |
| Bill Conti                         | Arranjador musical Conductor | Orquestra                                           |
| Queen Latifah Catherine Zeta-Jones | Intèrprets                   | "I Move On" de Chicago                              |
| Paul Simon                         | Intèrpret                    | "Father and Daughter" de The Wild Thornberrys Movie |
| Lila Downs Caetano Veloso          | Intèrprets                   | "Burn It Blue" de Frida                             |
| U2                                 | Intèrprets                   | "The Hands That Built America" de Gangs of New York |

## Múltiples nominacions i premis
| Premis | Pel·lícula                             |
| ------ | -------------------------------------- |
| 13     | Chicago                                |
| 10     | Gangs of New York                      |
| 9      | Les hores                              |
| 7      | El pianista                            |
| 6      | Frida                                  |
| 6      | El Senyor dels Anells: Les dues torres |
| 6      | Road to Perdition                      |
| 4      | Adaptation: el lladre d'orquídies      |
| 4      | Lluny del cel                          |
| 2      | About Schmidt                          |
| 2      | Catch Me If You Can                    |
| 2      | Hable con ella                         |
| 2      | Spider-Man                             |

| Premis | Pel·lícula                             |
| ------ | -------------------------------------- |
| 6      | Chicago                                |
| 3      | El pianista                            |
| 2      | Frida                                  |
| 2      | El Senyor dels Anells: Les dues torres |